# Hyde Park (Glasgow)
Der Hyde Park war ein Fußballstadion im Stadtteil Springburn der schottischen Stadt Glasgow. Es war zwischen 1874 und 1897 die Heimspielstätte des FC Northern, als dieser in der Scottish Football League und Scottish Football Alliance spielte.

## Geschichte
Für den im Jahr 1874 gegründeten FC Northern war der Hyde Park bis zur Auflösung 1897 die einzige Heimspielstätte. Das Gelände befand sich gegenüber der Lokomotivfabrik Neilson & Company und hatte nur wenige Zuschauereinrichtungen, einen Pavillon in der südwestlichen Ecke und einige Böschungen entlang der Südseite des Spielfeldes. Der Zuschauerrekord wurde am 12. Oktober 1889 aufgestellt, als 6000 ein Zweitrundenspiel im Glasgow Cup gegen die Glasgow Rangers sahen. 1893 wurde der Verein Gründungsmitglied der Scottish Football League Division Two, und das erste Spiel der SFL wurde am 26. August 1893 im Hyde Park ausgetragen, wobei es eine 1:3-Niederlage gegen den FC Clyde gab. Später wurden Wohnhäuser und Bürogebäude für die Lokomotivwerke auf dem Gelände gebaut.